# استیر (سبزوار)
استیر، روستایی است از توابع بخش مرکزی شهرستان سبزوار استان خراسان رضوی ایران. این روستا در دهستان قصبه غربی قرار دارد.

## جمعیت
بر اساس سرشماری سال ۱۳۸۵ جمعیت استیر ۷۸۱ نفر (۲۵۸ خانوار) است.

## موقعیت
استیر سر راه سبزوار به شاهرود (بزرگراه سبزوار به تهران)، در ۱۵ کیلومتری سبزوار و ۵۰ کیلومتری شاهرود قرار دارد. در این روستا در سال ۱۳۸۵ خورشیدی ۳۰۰ خانوار سکونت داشته‌اند. 
این روستا در گذشته در قسمت شمالی جاده سبزوار به تهران واقع بود که با گذشت زمان به جنوب جاده انتقال یافت. در قسمت شمالی جاده باغات انار و انجیر و دیگر میوه‌ها و همچنین مزارع گندم و خربزه‌کاری وجود دارد که به علت کمی آب در این منطقه به صوری دیمی کشت می‌شوند. دره آبیدر در بالای جاده در فصل بهار زیبایی خاصی به این منطقه می‌بخشد. 

## تاریخچه
استیر نام خود را از استر همسر یهودی خشایارشاه هخامنشی گرفته‌است و از جمله روستاهای یهودی‌نشین شرق کشور بود. آرامگاه پیر استیر، مقبره قاسم و کلوت بزداش از نقاط دیدنی این روستا است. سیلی در سال ۱۳۸۱ موجب ویرانی واحدهای مسکونی روستای استیر شد. تا سال ۱۳۸۵ بنیاد مسکن انقلاب اسلامی در این روستا ۴۰۰ واحد مسکونی جدید ساخته است.
مشاهیر